# 五龍電動車
五龍電動車（集團）有限公司，簡稱五龍電動車（集團），以及五龍電動車（英語：FDG Electric Vehicles Limited，港交所除牌前：729），在1977年，當時前董事長張連興和张福生兄弟，於香港（成立）「巨川國際（香港）有限公司」（其後在2002年所有企業清盤結業，原因是1999年發生財政問題，協利集團 (Goldig Investment Group)主席吳協建(Gouw Hiap Kian)兒子吳家耀(Carl Gouw)，在2002年以65億股收購該公司股權，代價為6500萬港元）。公司於2002年12月30日成功完成重組並複牌, 市值超過10億港元。當時二十多歲的吳家耀被任命為729上市公司副主席兼董事總經理。     
2004年中國中信集團旗下中信國際資產管理有限公司認購當時簡稱協里（控股）新股並持有上市公司17%股份。吳協建家族信託全資擁有的Power Assets Enterprises Limited仍是最大股東持股44%。2004年吳協建被任命為名譽主席，吳家耀為主席兼首席執行官
。  
當時經營生產和銷售天线元件、塑膠零件等。現時在中國內地經營、生產和銷售新能源電動汽車和锂離子電池，董事長及首席執行官為曹忠（該公司次要股東，透過「朗興國際有限公司」持有13.31%股權（2,311,059,998股）），此外苗振国（曹忠妹夫，也是該公司副董事長）持有該公司15.02%股權（2,606,301,043 億股），另外李嘉誠家族透過Li Ka-Shing Unity Holdings Limited、李嘉誠（海外）基金會等相關機構持有該公司5.63%股權（977,500,000股）。
該股份在1991年10月3日於港交所主板上市。而前身為「巨川國際（集團）有限公司」、「協里（控股）有限公司」、「中汽資源投資有限公司」、「嘉盛控股有限公司」、「中聚雷天電池有限公司」和「中聚電池有限公司」。
2019年9月，李嘉誠基金會指五龍電動車主席曹忠拖欠11.19億港元，提出破產呈請。五龍電動車表示有關破產呈請只屬曹忠個人事宜，與公司無關。

## 外部連結
- ch.fdgev.com
- sinopolybattery.com/（页面存档备份，存于）